# Campsogon laquifer
Campsogon laquifer är en mångfotingart som beskrevs av Chamberlin 1951. Campsogon laquifer ingår i släktet Campsogon och familjen orangeridubbelfotingar. Inga underarter finns listade i Catalogue of Life.